# نیروگاه هسته‌ای پالول
نیروگاه هسته‌ای پالول (به فرانسوی: Centrale nucléaire de Paluel) یک نیروگاه هسته‌ای در فرانسه است که در Paluel واقع شده‌است.